# Сарі-Пуль (провінція)
Сарі-Пуль (дарі سر پل — Sar-e Pol) — одна з 34-х провінцій Афганістану. Знаходиться на півночі країни. Адміністративний центр — місто Сарі-Пуль.

## Історія
У серпні 2021 року таліби захопили столицю провінції Сарі-Пуль.

## Адміністративно-територіальний устрій
До його складу входить 6 регіонів:
- Балхаб
- Кохістанат
- Сангчарак
- Сарі-Пуль
- Саяяд
- Созма-Кала